# Urayasu
Urayasu (浦安市, Urayasu-shi) est une ville de la préfecture de Chiba au Japon.

## Géographie

### Situation
Urayasu est située dans le nord-ouest de la préfecture de Chiba au bord de la baie de Tokyo, à environ 20 km à l'ouest de Chiba et environ 15 km à l'est du centre de Tokyo. La ville se compose de deux parties : l'ancien village de pêcheurs et la nouvelle ville, la nouvelle partie urbaine nommée Shin-Urayasu, ce qui signifie « Nouvel-Urayasu ».

### Démographie
En 2011, la population de la ville était de 164 822 habitants pour une superficie de 17,29 km2. En juin 2023, la population était de 171 740 habitants.

### Climat
Urayasu a un climat subtropical humide caractérisé par des étés chauds et des hivers frais avec peu ou pas de chutes de neige. La température moyenne annuelle est de 15,6 °C. La pluviométrie annuelle moyenne est de 1 435 mm, septembre étant le mois le plus humide.

## Histoire

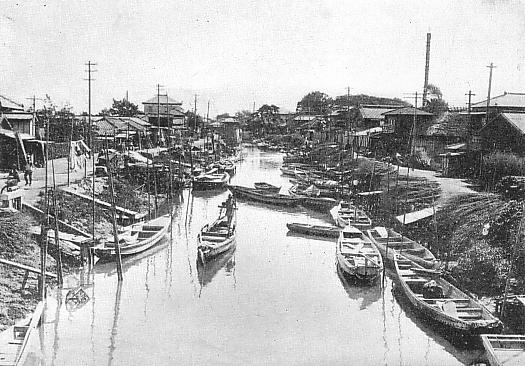
Bateaux de l'ancien village des pêcheurs vers 1930.

La zone de l'actuelle Urayasu était un territoire de la province de Shimōsa contrôlé directement par le shogunat Tokugawa à l'époque d'Edo. Urayasu était un important village de pêcheurs.
Le village moderne d'Urayasu est créé le 1er avril 1889. Il obtient le statut de bourg en 1909 puis de ville le 1er avril 1981.
À la suite du séisme de 2011 de la côte Pacifique du Tōhoku, la ville subit le phénomène de liquéfaction du sol : 85 % du territoire est alors submergé par la boue et le réseau d'eau est hors service. Un budget de réparation pour l'ensemble des dégâts de 73 milliards de yens est avancé alors que le parc Disney n'est pas touché.

## Loisirs
Urayasu abrite le Tokyo Disney Resort, un complexe de loisirs de l'Oriental Land Company associé à Disney, qui comprend Tokyo Disneyland et Tokyo DisneySea.

## Transports
Urayasu est desservie par :
- la ligne Keiyō de la JR East aux gares de Maihama, Shin-Urayasu et Ichikawa-Shiohama ;
- la ligne Tōzai du métro de Tokyo à la station Urayasu ;
- la Tokyo Disney Resort Line.

## Jumelage
Urayasu est jumelée avec  Orlando (États-Unis).